# Philip Gogulla
Philip Gogulla (* 31. Juli 1987 in Düsseldorf) ist ein deutscher Eishockeyspieler, der zuletzt bis zum Ende der Saison 2024/25 bei der Düsseldorfer EG aus der Deutschen Eishockey Liga (DEL) unter Vertrag gestanden und dort auf der Position des Flügelstürmers gespielt hat. Zuvor war Gogulla bereits einmal für eine Spielzeit bei der DEG aktiv und spielte darüber hinaus für die Kölner Haie und den EHC Red Bull München in der DEL. Sein jüngerer Bruder Patrik war ebenfalls Eishockeyspieler und ist seit seinem Karriereende als Schiedsrichter aktiv.

## Karriere
Philip Gogulla begann seine Profikarriere bei den Krefeld Pinguinen, wo er bereits mit 15 Jahren zum Team des KEV in der Deutschen Nachwuchsliga (DNL) gehörte. Von 2002 bis 2004 überzeugte der Flügelstürmer durch hervorragende Technik und eine gute Scoringquote, woraufhin er zur Saison 2004/05 von den Kölner Haie aus der Deutschen Eishockey Liga (DEL) verpflichtet wurde. Ursprünglich sollte Gogulla im DNL-Team oder bei Förderlizenz-Partner Moskitos Essen zum Einsatz kommen, spielte aufgrund der Verletzungsprobleme beim KEC aber einen Großteil der Spielzeit für die DEL-Mannschaft. Beim NHL Entry Draft 2005 wurde der Angreifer in der zweiten Runde an insgesamt 48. Stelle von den Buffalo Sabres aus der National Hockey League (NHL) ausgewählt.

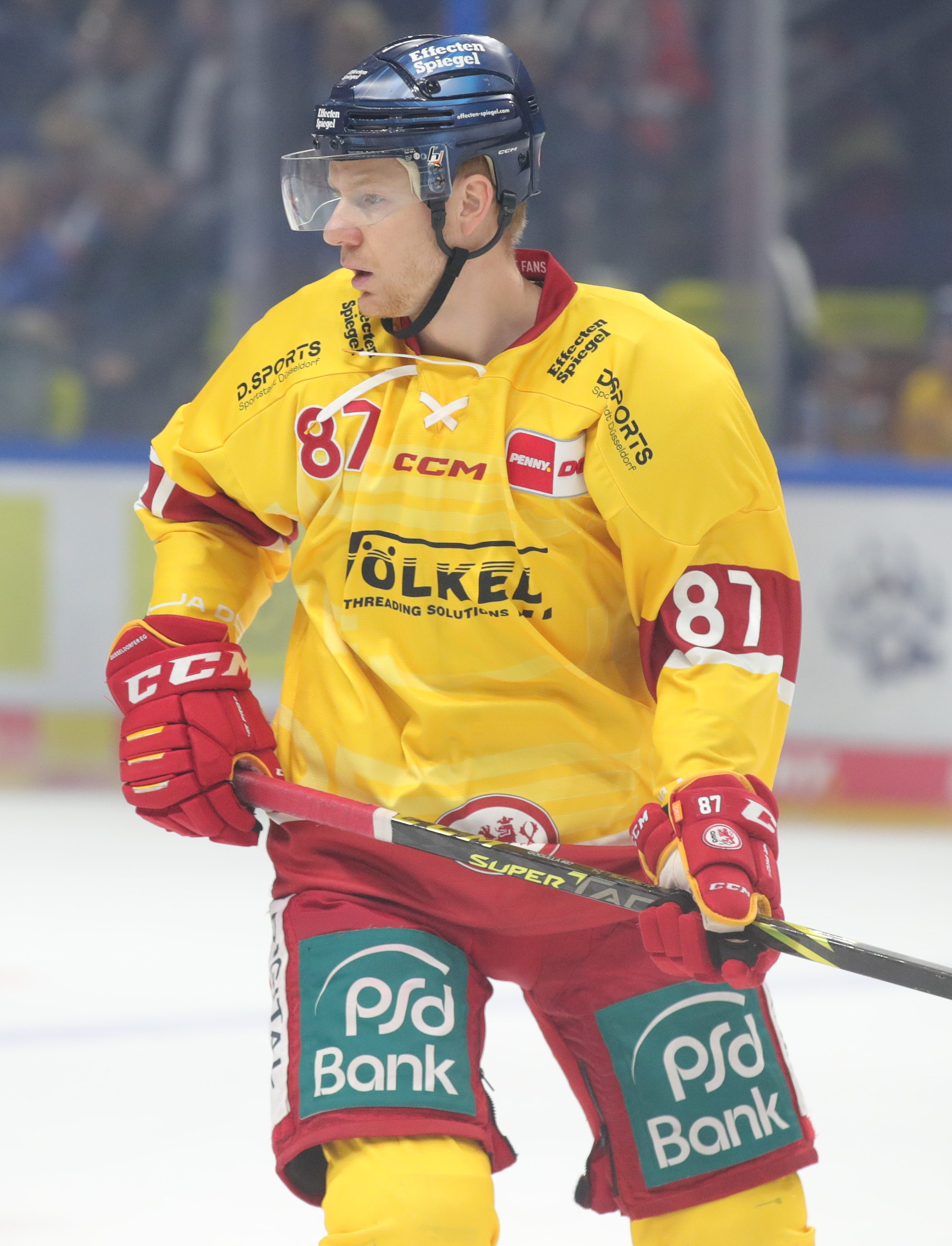
Gogulla im Trikot der Düsseldorfer EG (2022)

In der Spielzeit 2005/06 spielte der Linksschütze die komplette Saison für das DEL-Team der Haie, erzielte 26 Scorerpunkte und erreichte mit dem KEC das Halbfinale der Playoffs. Obwohl Gogullas Vertrag in Köln noch bis zum Sommer 2009 gültig war, nahmen ihn die Sabres im Sommer 2007 für drei Jahre unter Vertrag. Beide Klubs einigten sich jedoch darauf, dass der Angreifer zunächst seinen Vertrag in Köln erfüllen solle. In der Saison 2007/08 erreichte er mit seiner Mannschaft das Finale, unterlag dort aber in vier Spielen der Best-of-Five-Serie den Eisbären Berlin. Im Sommer 2009, nachdem sein Vertrag bei den Haien abgelaufen war, wechselte er schließlich nach Nordamerika zu den Buffalo Sabres in die NHL. Allerdings schaffte er es nicht in den Kader der Sabres und spielte bei deren Farmteam, den Portland Pirates, in der American Hockey League (AHL), bevor er im Juni 2010 zu den Kölner Haien zurückkehrte und dort einen Vertrag bis 2013 unterzeichnete, der später verlängert wurde.
In den Spielzeiten 2012/13 und 2013/14 wurde er unter dem ehemaligen Nationaltrainer Uwe Krupp erneut Vizemeister in der DEL. In der Saison 2015/16 bildete er mit Patrick Hager das erfolgreichste Sturmduo der Haie. Auch im folgenden Spieljahr 2016/17 war er wieder punktbester Spieler der Haie in der Hauptrunde und hinter Ryan Jones mit 17 Toren zweitbester Torschütze seines Teams. Im März 2018 wurde Gogullas bis 2019 laufender Vertrag bei den Kölner Haien aufgelöst. Zur Saison 2018/19 wechselte der gebürtige Düsseldorfer in seine Heimatstadt zur Düsseldorfer EG und unterschrieb einen Vertrag für ein Jahr. Bei der DEG spielte er mit 26 Toren und 52 Punkten die beste Hauptrunde seiner Karriere und wurde anschließend als DEL-Stürmer des Jahres ausgezeichnet.
Zur folgenden Saison wechselte er zum EHC Red Bull München, weil er nach eigenen Angaben mit diesem Verein eine größere Chance sah, die Deutsche Meisterschaft zu gewinnen. Tatsächlich wurden die Roten Bullen nach einer starken Saison Tabellenerster nach der Hauptrunde 2019/20, jedoch wurden die Playoffs wegen der COVID-19-Pandemie in Deutschland abgesagt und kein Meister ermittelt. Gogulla selbst steuerte zu diesem Erfolg 35 Scorerpunkte – darunter elf Tore – in 46 Spielen bei und hatte einen Plus/Minus-Wert von +13. Die DEL-Gruppe Süd in der folgenden Saison beendete der EHC als zweitbestes Team, schied jedoch bereits im Viertelfinale aus. Nach der Vizemeisterschaft 2022, seiner insgesamt vierten nach 2008, 2013 und 2014, verließ Gogulla München und kehrte zur DEG zurück.
Am 2. November 2022 konnte er im Heimspiel gegen die Grizzlys Wolfsburg seinen 650. Scorerpunkt in der DEL verbuchen. Am 28. Februar 2023 absolvierte er als elfter Spieler seine 1000. DEL-Partie. Zur Spielzeit 2023/24 wurde Gogulla Mannschaftskapitän seines Teams, nachdem er zuvor bereits einer der Assistenzkapitäne gewesen war. Am 2. Februar 2025 absolvierte er seine 1100. Partie in der höchsten deutschen Spielklasse. Am Ende der Saison 2024/25 stieg Gogulla mit der DEG in die DEL2 ab.

### International
Seinen ersten Einsatz für eine Auswahl des Deutschen Eishockey-Bundes bestritt Gogulla bei der U18-Weltmeisterschaft 2004, wo er zu den besten Spielern gehörte und großen Anteil am Aufstieg der Nationalmannschaft hatte. Weitere Turnier-Einsätze erhielt der Angreifer bei der U18-Weltmeisterschaft 2005 sowie bei der U20-Weltmeisterschaft 2006, wo er erneut zu den besten Spielern des Turniers gehörte und mit der U20-Auswahl den sofortigen Wiederaufstieg schaffte. Des Weiteren gehörte Gogulla zum erweiterten Kader der A-Nationalmannschaft für die Olympischen Winterspiele 2006 in Turin, wurde jedoch kurz vor dem Turnier gestrichen. Bei der Division-I-Weltmeisterschaft im selben Jahr in Amiens gehörte er jedoch zum Kader und schaffte mit der Nationalmannschaft den direkten Wiederaufstieg. Bei der Weltmeisterschaft 2010 in Deutschland erzielte er den entscheidenden Treffer zum 1:0-Sieg über die Schweiz, wodurch die deutsche Nationalmannschaft ins Halbfinale des Turniers einzog.
Am 21. Juli 2017 gab Gogulla nach 157 Länderspielen und 104 Scorerpunkten seinen Rücktritt aus der Nationalmannschaft bekannt. Bei seiner letzten Weltmeisterschaftsteilnahme 2017, die unter anderem in Köln stattfand, wurde er in den ersten fünf Spielen eingesetzt und konnte gegen Schweden und Russland je ein Tor erzielen. Nachdem Leon Draisaitl für die letzten drei WM-Spiele nachnominiert wurde, gehörte er nicht mehr zum Kader.

## Erfolge und Auszeichnungen
| - 2006 Teilnahme am DEL All-Star Game - 2008 Deutscher Vizemeister mit den Kölner Haien - 2009 Teilnahme am DEL All-Star Game (kurzfristige Absage) - 2013 Deutscher Vizemeister mit den Kölner Haien | - 2014 Deutscher Vizemeister mit den Kölner Haien - 2019 DEL-Stürmer des Jahres - 2022 Deutscher Vizemeister mit dem EHC Red Bull München |

### International
- 2004 Aufstieg in die Top-Division bei der U18-Junioren-Weltmeisterschaft der Division I
- 2006 Aufstieg in die Top-Division bei der U20-Junioren-Weltmeisterschaft der Division I2
- 2006 Bester Vorlagengeber der U20-Junioren-Weltmeisterschaft der Division I, Gruppe A
- 2006 Aufstieg in die Top-Division bei der Weltmeisterschaft der Division I

## Karrierestatistik
Stand: Ende der Saison 2024/25

### International
Vertrat Deutschland bei:
| - World U-17 Hockey Challenge 2004 - U18-Junioren-Weltmeisterschaft der Division I 2004 - U18-Junioren-Weltmeisterschaft 2005 - U20-Junioren-Weltmeisterschaft der Division I 2006 - Weltmeisterschaft der Division I 2006 - U20-Junioren-Weltmeisterschaft 2007 - Weltmeisterschaft 2007 - Weltmeisterschaft 2008 | - Weltmeisterschaft 2009 - Weltmeisterschaft 2010 - Weltmeisterschaft 2011 - Weltmeisterschaft 2012 - Qualifikationsturnier für die Olympischen Winterspiele 2014 - Weltmeisterschaft 2013 - Weltmeisterschaft 2016 - Weltmeisterschaft 2017 |

(Legende zur Spielerstatistik: Sp oder GP = absolvierte Spiele; T oder G = erzielte Tore; V oder A = erzielte Assists; Pkt oder Pts = erzielte Scorerpunkte; SM oder PIM = erhaltene Strafminuten; +/− = Plus/Minus-Bilanz; PP = erzielte Überzahltore; SH = erzielte Unterzahltore; GW = erzielte Siegtore; 1 Play-downs/Relegation; Kursiv: Statistik nicht vollständig)

## Rekorde
Am 22. März 2008 entschied Gogulla das längste Spiel der deutschen Eishockey-Geschichte und zu diesem Zeitpunkt auch längste Spiel der gesamten europäischen Geschichte. Beim dritten Playoff-Viertelfinalspiel der Kölner Haie gegen die Adler Mannheim traf er in der sechsten Verlängerung nach 168:12 Spielminuten. Knapp drei Jahre später, am 16. März 2011, entschied Gogulla auch das drittlängste Spiel auf deutschem Boden durch ein Tor gegen den EHC Red Bull München in der ersten Playoff-Runde nach 110:00 Spielminuten. Die Haie gewannen das Spiel auswärts mit 4:3.
Gogulla gehört zu den erfolgreichsten Scorern der DEL-Geschichte. So erreichte er bisher die fünfmeisten Punkte (732), fünfmeisten Tore (279) sowie fünfmeisten Assists (453). Ferner ist Gogulla der Spieler mit den meisten Toren (183), den drittmeisten Assists (306), den drittmeisten Spielen (740) sowie den zweitmeisten Scorerpunkten (489) der Kölner Haie seit deren Bestehen in der DEL (Stand 7. Mai 2025).